# Modest Morariu
Modest Morariu (n. 11 august 1929, Cernăuți – d. 15 aprilie 1988, București) a fost un poet, eseist, prozator și traducător român. Descendent al unei vechi familii de intelectuali din Cernăuți, printre care se numără și mitropolitul Silvestru, fiul său, Vasile Morariu fiind coleg cu Mihai Eminescu la Viena. Liceul l-a început la Cernăuți și l-a continuat în diferite orașe din România, unde părinții săi au venit în refugiu. A absolvit Facultatea de Filologie a Universității din București în 1954. A debutat în revista Steaua în 1958. Din 1959 după un stagiu la revistele La Roumanie Nouvelle, după ce a fost corector la Gazeta literară, devine redactor la editura Meridiane, unde va îngriji mai multe albume de artă. Publică trei volume de versuri și două de eseuri, pe tema traducerii sau pe teme legate de artele plastice. A devenit redactor-șef al editurii Meridiane în 1969. A tradus, printre alții, pe André Malraux și Albert Camus

## Traduceri
- Jules Renard, Morcoveață, 1958
- Albert Ayguesparse, Culorile adevărului, 1964
- Stendhal, Viața lui Henri Brulard, Amintiri egotiste, 1965
- J.L.Barrault, Sunt un om de teatru, 1966
- Henri Lhote, Frescele din Tsilli, 1966
- Julien Green, Leviathan, 1966
- Jules Renard, Parazitul, 1968
- Eugen Fromantin, Maeștrii de odinioară, 1969
- Stendhal, Jurnal, 1971
- Albert Camus, Caiete, 1971
- Marcel Brion, Arta fantastică, 1971
- Marcel Brion, Pictura romantică, 1972
- Jean Grenier, Arta și problemele ei, 1974
- Stendhal, Scrisori către Pauline, 1975
- Stendhal, Memoriile unui turist, I-III, 1976-1978
- Albert Camus, Eseuri, 1976
- André Malraux, Capul de obsidian, 1977
- Jules Renard, Jurnal(1887-1910), note, selecție și prefață, ediția a doua, Nemira, 2007
- André Malraux, Omul precar și literatura, 1980
- Julien Green, Jurnal, selecție de, 1982, ediția a doua, Humanitas, 2007
- Jean Delumeau, Frica în Occident, 1986
- E.M.Cioran, Eseuri, 1988

## Versuri
- Povestire cu fantome, 1968
- Spectacolul de pantomimă, 1971
- Ovăzul sălbatic, 1974

## Roman
- Întoarcerea lui Ulise, 1982

## Eseuri
- Între relativ și absolut, 1979
- Itinerarii, 1987

## Albume de artă
- Ion Gheorghiu, 1966
- Florin Pucă, 1974
- Rousseau le Douanier, 1975
- Goya-capricii, 1974
- Toulouse-Lautrec, 1980